# H.R.F. Keating
Henry Reymond Fitzwalter Keating, född 31 oktober 1926 i Saint Leonards-on-Sea, East Sussex, död 27 mars 2011 i London, var en brittisk deckarförfattare, mest känd för sin romanserie med Inspector Ghote.

## Biografi
H. R. F. Keating, som kallades Harry av sin familj, började skriva berättelser redan som åttaåring. Hans far, som var lärare, uppmuntrade honom, och hade till och med gett honom förnamnet Reymond för att det skulle passa bra på en bokrygg. Trots det revolterade den unge Keating, och flyttade till London 1956 för att bli journalist för dagstidningen Daily Telegraph. Han gick över till The Times och blev deras kriminalboks-recensent i över 15 år, samtidigt som han blev ordförande för the Crime Writers' Association (1970-71), för Society of Authors (1983-84) och president för the Detection Club (1956). 1996 fick han Crime Writers Associations prestigefyllda Cartier Diamond Dagger för sin insats för deckargenren.
Keating levde i London med sin fru, skådespelerskan Sheila Mitchell.

## Inspector Ghote
Keatings främste detektiv, Inspector Ganesh Ghote, arbetar för Mumbai Police i Bombay (trots att Keating inte besökte Indien förrän först tio år efter det att han börjat skriva böckerna om Ghote). Ghote medverkar i tjugofyra romaner, med början i den prisbelönta The Perfect Murder (1964), som senare blev film av Merchant Ivory. Ghotes sista framträdande var i romanen Breaking and Entering (2000).

## Priser och utmärkelser
- The Gold Dagger 1964 för The Perfect Murder
- The Gold Dagger 1980 för The Murder of the Maharajah
- The Cartier Diamond Dagger 1996